# Chatra
Chatra (en hindi: चतरा ) es una localidad de la India, centro administrativo del distrito de Chatra en el estado de Jharkhand.

## Geografía
Se encuentra a una altitud de 442 m s. n. m. a 141 km de la capital estatal, Ranchi, en la zona horaria UTC +5:30.

## Demografía
Según estimación 2010 contaba con una población de 53 370 habitantes.